# Maksim Kołobow
Maksim Aleksiejewicz Kołobow (ros. Максим Алексеевич Колобов, ur. 10 kwietnia 2002 w Uglegorsku) – rosyjski skoczek narciarski pochodzący z Sachalina. Medalista mistrzostw świata juniorów oraz zimowych igrzysk azjatyckich dzieci. Medalista mistrzostw Rosji.

## Przebieg kariery
Skoki narciarskie zaczął trenować w wieku 7 lat. W lutym 2019 wziął udział w 1. Zimowych Igrzyskach Azjatyckich Dzieci w Jużnosachalińsku, gdzie zdobył srebrne medale zarówno w rywalizacji indywidualnej, jak i w konkursie drużyn mieszanych.
W grudniu 2019 w Oberwiesenthal zadebiutował w FIS Cupie, w swoim pierwszym starcie zajmując 23. lokatę i zdobywając pierwsze punkty zawodów tej rangi. W lutym 2020 w Predazzo zadebiutował w Pucharze Kontynentalnym, dwukrotnie plasując się w czwartej dziesiątce. W marcu 2020 w Oberwiesenthal wziął udział w mistrzostwach świata juniorów – indywidualnie był 26., w konkursie drużynowym zajął 6. miejsce
W grudniu 2020 w Ruce zdobył pierwsze w karierze punkty Pucharu Kontynentalnego, plasując się na 26. pozycji. W lutym 2021 w Lahti wziął udział w mistrzostwach świata juniorów – w konkursie indywidualnym został zdyskwalifikowany, a w zmaganiach drużynowych zdobył brązowy medal. W marcu 2021 w Planicy po raz pierwszy został zgłoszony do rywalizacji w Pucharze Świata, jednak odpadł w kwalifikacjach do pierwszego konkursu indywidualnego. We wrześniu 2021 w Czajkowskim zadebiutował w Letnim Grand Prix, w pierwszym starcie zajmując 30. lokatę i zdobywając punkty do klasyfikacji generalnej tego cyklu.
Kołobow jest medalistą mistrzostw Rosji – latem 2019 zdobył brązowy medal w konkursie drużynowym

## Mistrzostwa świata juniorów

### Indywidualnie
| 2020 Oberwiesenthal | – | 26. miejsce     |
| 2021 Lahti          | – | dyskwalifikacja |

### Drużynowo
| 2020 Oberwiesenthal | – | 6. miejsce    |
| 2021 Lahti          | – | brązowy medal |

### Starty M. Kołobowa na mistrzostwach świata juniorów – szczegółowo
| Miejsce | Dzień     | Rok  | Miejscowość    | Skocznia            | Punkt K | HS     | Konkurs  | Skok 1 | Skok 2 | Nota                  | Strata    | Zwycięzca         |
| ------- | --------- | ---- | -------------- | ------------------- | ------- | ------ | -------- | ------ | ------ | --------------------- | --------- | ----------------- |
| 26.     | 5 marca   | 2020 | Oberwiesenthal | Fichtelbergschanzen | K-95    | HS-105 | indywid. | 98,0 m | 84,5 m | 177,4 pkt             | 60,9 pkt  | Peter Resinger    |
| 6.      | 7 marca   | 2020 | Oberwiesenthal | Fichtelbergschanzen | K-95    | HS-105 | druż.    | 91,0 m | 83,5 m | 737,7 pkt (173,5 pkt) | 162,6 pkt | Słowenia          |
| DSQ     | 11 lutego | 2021 | Lahti          | Salpausselkä        | K-90    | HS-100 | indywid. | DSQ    | DSQ    | DSQ                   | DSQ       | Niklas Bachlinger |
| 3.      | 12 lutego | 2021 | Lahti          | Salpausselkä        | K-90    | HS-100 | druż.    | 88,5 m | 84,5 m | 903,1 pkt (210,8 pkt) | 83,1 pkt  | Austria           |

## Puchar Świata

### Miejsca w poszczególnych konkursach indywidualnychPucharu Świata
| Źródło | Źródło            | Źródło     | Źródło            | Źródło            | Źródło            | Źródło            | Źródło           | Źródło                       | Źródło           | Źródło                       | Źródło                 | Źródło                 | Źródło              | Źródło         | Źródło                 | Źródło                 | Źródło            | Źródło            | Źródło         | Źródło         | Źródło            | Źródło        | Źródło        | Źródło           | Źródło           | Źródło        | Źródło        | Źródło | Źródło | Źródło | Źródło | Źródło | Źródło | Źródło | Źródło | Źródło | Źródło | Źródło | Źródło | Źródło | Źródło | Źródło | Źródło | Źródło | Źródło | Źródło | Źródło | Źródło | Źródło |
| --- | ----------------- | ---------- | ----------------- | ----------------- | ----------------- | ----------------- | ---------------- | ---------------------------- | ---------------- | ---------------------------- | ---------------------- | ---------------------- | ------------------- | -------------- | ---------------------- | ---------------------- | ----------------- | ----------------- | -------------- | -------------- | ----------------- | ------------- | ------------- | ---------------- | ---------------- | ------------- | ------------- | ------ | ------ | ------ | ------ | ------ | ------ | ------ | ------ | ------ | ------ | ------ | ------ | ------ | ------ | ------ | ------ | ------ | ------ | ------ | ------ | ------ | ------ |
| Sezon 2020/2021 |                   |            |                   |                   |                   |                   |                  |                              |                  |                              |                        |                        |                     |                |                        |                        |                   |                   |                |                |                   |               |               |                  |                  |               |               |        |        |        |        |        |        |        |        |        |        |        |        |        |        |        |        |        |        |        |        |        |        |
| Wisła HS134 | Ruka HS142        | Ruka HS142 | Niżny Tagił HS134 | Niżny Tagił HS134 | Engelberg HS140   | Engelberg HS140   | Oberstdorf HS137 | Garmisch-Partenkirchen HS142 | Innsbruck HS128  | Bischofshofen HS142          | Titisee-Neustadt HS142 | Titisee-Neustadt HS142 | Zakopane HS140      | Lahti HS130    | Willingen HS147        | Willingen HS147        | Klingenthal HS140 | Klingenthal HS140 | Zakopane HS140 | Zakopane HS140 | Râșnov HS97       | Planica HS240 | Planica HS240 | Planica HS240    | punkty           | punkty        | punkty        | punkty | punkty | punkty | punkty | punkty | punkty | punkty | punkty | punkty | punkty | punkty | punkty | punkty | punkty | punkty | punkty |        |        |        |        |        |        |
| - | -                 | -          | -                 | -                 | -                 | -                 | -                | -                            | -                | -                            | -                      | -                      | -                   | -              | -                      | -                      | -                 | -                 | -              | -              | -                 | q             | -             | -                | 0                | 0             | 0             | 0      | 0      | 0      | 0      | 0      | 0      | 0      | 0      | 0      | 0      | 0      | 0      | 0      | 0      | 0      | 0      |        |        |        |        |        |        |
| Sezon 2021/2022 |                   |            |                   |                   |                   |                   |                  |                              |                  |                              |                        |                        |                     |                |                        |                        |                   |                   |                |                |                   |               |               |                  |                  |               |               |        |        |        |        |        |        |        |        |        |        |        |        |        |        |        |        |        |        |        |        |        |        |
| Niżny Tagił HS134 | Niżny Tagił HS134 | Ruka HS142 | Ruka HS142        | Wisła HS134       | Klingenthal HS140 | Klingenthal HS140 | Engelberg HS140  | Engelberg HS140              | Oberstdorf HS137 | Garmisch-Partenkirchen HS142 | Bischofshofen HS142    | Bischofshofen HS142    | Bischofshofen HS142 | Zakopane HS140 | Titisee-Neustadt HS142 | Titisee-Neustadt HS142 | Willingen HS147   | Willingen HS147   | Lahti HS130    | Lahti HS130    | Lillehammer HS140 | Oslo HS134    | Oslo HS134    | Oberstdorf HS235 | Oberstdorf HS235 | Planica HS240 | Planica HS240 | punkty |        |        |        |        |        |        |        |        |        |        |        |        |        |        |        |        |        |        |        |        |        |
| q | q                 | -          | -                 | -                 | -                 | -                 | -                | -                            | -                | -                            | -                      | -                      | -                   | -              | -                      | -                      | -                 | -                 | -              | -              | -                 | -             | -             | -                | -                | -             | -             | 0      |        |        |        |        |        |        |        |        |        |        |        |        |        |        |        |        |        |        |        |        |        |
| Legenda |                   |            |                   |                   |                   |                   |                  |                              |                  |                              |                        |                        |                     |                |                        |                        |                   |                   |                |                |                   |               |               |                  |                  |               |               |        |        |        |        |        |        |        |        |        |        |        |        |        |        |        |        |        |        |        |        |        |        |
| 1 2 3 4-10 11-30 poniżej 30 dq – dyskwalifikacja q – dyskwalifikacja w kwalifikacjach q – zawodnik nie zakwalifikował się - – zawodnik nie wystartował |                   |            |                   |                   |                   |                   |                  |                              |                  |                              |                        |                        |                     |                |                        |                        |                   |                   |                |                |                   |               |               |                  |                  |               |               |        |        |        |        |        |        |        |        |        |        |        |        |        |        |        |        |        |        |        |        |        |        |

## Letnie Grand Prix

### Miejsca w klasyfikacji generalnej
| Sezon | Miejsce |
| ----- | ------- |
| 2021  | 91.     |

### Miejsca w poszczególnych konkursach indywidualnychLGP
| Źródło | Źródło      | Źródło           | Źródło           | Źródło           | Źródło            | Źródło          | Źródło            | Źródło | Źródło | Źródło | Źródło | Źródło | Źródło | Źródło | Źródło | Źródło | Źródło | Źródło | Źródło | Źródło | Źródło | Źródło | Źródło | Źródło | Źródło | Źródło |
| --- | ----------- | ---------------- | ---------------- | ---------------- | ----------------- | --------------- | ----------------- | ------ | ------ | ------ | ------ | ------ | ------ | ------ | ------ | ------ | ------ | ------ | ------ | ------ | ------ | ------ | ------ | ------ | ------ | ------ |
| 2021 |             |                  |                  |                  |                   |                 |                   |        |        |        |        |        |        |        |        |        |        |        |        |        |        |        |        |        |        |        |
| Wisła HS134 | Wisła HS134 | Courchevel HS135 | Szczuczyńsk HS99 | Szczuczyńsk HS99 | Czajkowskij HS140 | Hinzenbach HS90 | Klingenthal HS140 | punkty |        |        |        |        |        |        |        |        |        |        |        |        |        |        |        |        |        |        |
| - | -           | -                | -                | -                | 30                | -               | -                 | 1      |        |        |        |        |        |        |        |        |        |        |        |        |        |        |        |        |        |        |
| Legenda |             |                  |                  |                  |                   |                 |                   |        |        |        |        |        |        |        |        |        |        |        |        |        |        |        |        |        |        |        |
| 1 2 3 4-10 11-30 poniżej 30 dq – dyskwalifikacja q – zawodnik nie zakwalifikował się - – zawodnik nie wystartował |             |                  |                  |                  |                   |                 |                   |        |        |        |        |        |        |        |        |        |        |        |        |        |        |        |        |        |        |        |

## Puchar Kontynentalny

### Miejsca w klasyfikacji generalnej
| Sezon     | Miejsce |
| --------- | ------- |
| 2020/2021 | 71.     |
| 2021/2022 | 114.    |

### Miejsca w poszczególnych konkursachPucharu Kontynentalnego
| Źródło                                                                        | Źródło            | Źródło          | Źródło          | Źródło              | Źródło              | Źródło            | Źródło            | Źródło           | Źródło           | Źródło          | Źródło            | Źródło              | Źródło              | Źródło              | Źródło              | Źródło           | Źródło            | Źródło            | Źródło        | Źródło        | Źródło      | Źródło      | Źródło         | Źródło         | Źródło         | Źródło | Źródło | Źródło | Źródło | Źródło | Źródło | Źródło | Źródło | Źródło | Źródło | Źródło | Źródło | Źródło | Źródło | Źródło | Źródło | Źródło | Źródło | Źródło | Źródło | Źródło | Źródło | Źródło | Źródło | Źródło | Źródło | Źródło | Źródło | Źródło | Źródło | Źródło | Źródło | Źródło | Źródło |        |
| ----------------------------------------------------------------------------- | ----------------- | --------------- | --------------- | ------------------- | ------------------- | ----------------- | ----------------- | ---------------- | ---------------- | --------------- | ----------------- | ------------------- | ------------------- | ------------------- | ------------------- | ---------------- | ----------------- | ----------------- | ------------- | ------------- | ----------- | ----------- | -------------- | -------------- | -------------- | ------ | ------ | ------ | ------ | ------ | ------ | ------ | ------ | ------ | ------ | ------ | ------ | ------ | ------ | ------ | ------ | ------ | ------ | ------ | ------ | ------ | ------ | ------ | ------ | ------ | ------ | ------ | ------ | ------ | ------ | ------ | ------ | ------ | ------ | ------ |
| Sezon 2019/2020                                                               |                   |                 |                 |                     |                     |                   |                   |                  |                  |                 |                   |                     |                     |                     |                     |                  |                   |                   |               |               |             |             |                |                |                |        |        |        |        |        |        |        |        |        |        |        |        |        |        |        |        |        |        |        |        |        |        |        |        |        |        |        |        |        |        |        |        |        |        |        |
| Vikersund HS117                                                               | Vikersund HS117   | Ruka HS142      | Ruka HS142      | Bischofshofen HS142 | Bischofshofen HS142 | Klingenthal HS140 | Klingenthal HS140 | Sapporo HS137    | Sapporo HS137    | Planica HS138   | Planica HS138     | Brotterode HS117    | Brotterode HS117    | Iron Mountain HS133 | Iron Mountain HS133 | Predazzo HS104   | Predazzo HS104    | Rena HS139        | Lahti HS130   | Lahti HS130   | punkty      | punkty      | punkty         | punkty         | punkty         | punkty | punkty | punkty | punkty | punkty | punkty | punkty | punkty | punkty | punkty | punkty | punkty | punkty | punkty | punkty | punkty | punkty | punkty | punkty | punkty | punkty | punkty | punkty | punkty | punkty | punkty | punkty | punkty | punkty | punkty | punkty | punkty | punkty | punkty | punkty |
| -                                                                             | -                 | -               | -               | -                   | -                   | -                 | -                 | -                | -                | -               | -                 | -                   | -                   | -                   | -                   | 36               | 35                | -                 | -             | -             | 0           | 0           | 0              | 0              | 0              | 0      | 0      | 0      | 0      | 0      | 0      | 0      | 0      | 0      | 0      | 0      | 0      | 0      | 0      | 0      | 0      | 0      | 0      | 0      | 0      | 0      | 0      | 0      | 0      | 0      | 0      | 0      | 0      | 0      | 0      | 0      | 0      | 0      | 0      | 0      |
| Sezon 2020/2021                                                               |                   |                 |                 |                     |                     |                   |                   |                  |                  |                 |                   |                     |                     |                     |                     |                  |                   |                   |               |               |             |             |                |                |                |        |        |        |        |        |        |        |        |        |        |        |        |        |        |        |        |        |        |        |        |        |        |        |        |        |        |        |        |        |        |        |        |        |        |        |
| Ruka HS142                                                                    | Ruka HS142        | Ruka HS142      | Engelberg HS140 | Engelberg HS140     | Innsbruck HS128     | Innsbruck HS128   | Willingen HS147   | Willingen HS147  | Willingen HS147  | Willingen HS147 | Klingenthal HS140 | Klingenthal HS140   | Brotterode HS117    | Brotterode HS117    | Zakopane HS140      | Zakopane HS140   | Czajkowskij HS140 | Czajkowskij HS140 | punkty        | punkty        | punkty      | punkty      | punkty         | punkty         | punkty         | punkty | punkty | punkty | punkty | punkty | punkty | punkty | punkty | punkty | punkty | punkty | punkty | punkty | punkty | punkty | punkty | punkty | punkty | punkty | punkty | punkty | punkty | punkty | punkty | punkty | punkty | punkty | punkty | punkty | punkty | punkty | punkty | punkty |        |        |
| 31                                                                            | 26                | 22              | dq              | dq                  | -                   | -                 | -                 | -                | -                | -               | -                 | -                   | -                   | -                   | 26                  | 30               | -                 | -                 | 20            | 20            | 20          | 20          | 20             | 20             | 20             | 20     | 20     | 20     | 20     | 20     | 20     | 20     | 20     | 20     | 20     | 20     | 20     | 20     | 20     | 20     | 20     | 20     | 20     | 20     | 20     | 20     | 20     | 20     | 20     | 20     | 20     | 20     | 20     | 20     | 20     | 20     | 20     | 20     |        |        |
| Sezon 2021/2022                                                               |                   |                 |                 |                     |                     |                   |                   |                  |                  |                 |                   |                     |                     |                     |                     |                  |                   |                   |               |               |             |             |                |                |                |        |        |        |        |        |        |        |        |        |        |        |        |        |        |        |        |        |        |        |        |        |        |        |        |        |        |        |        |        |        |        |        |        |        |        |
| Zhangjiakou HS140                                                             | Zhangjiakou HS140 | Vikersund HS117 | Vikersund HS117 | Ruka HS142          | Ruka HS142          | Engelberg HS140   | Engelberg HS140   | Oberstdorf HS137 | Oberstdorf HS137 | Innsbruck HS128 | Innsbruck HS128   | Iron Mountain HS133 | Iron Mountain HS133 | Iron Mountain HS133 | Brotterode HS117    | Brotterode HS117 | Rena HS139        | Rena HS139        | Planica HS138 | Planica HS138 | Lahti HS130 | Lahti HS130 | Zakopane HS140 | Zakopane HS140 | Zakopane HS140 | punkty |        |        |        |        |        |        |        |        |        |        |        |        |        |        |        |        |        |        |        |        |        |        |        |        |        |        |        |        |        |        |        |        |        |        |
| -                                                                             | -                 | -               | -               | 55                  | 51                  | 43                | 43                | -                | -                | -               | -                 | -                   | -                   | -                   | 42                  | 28               | 46                | 39                | -             | -             | -           | -           | -              | -              | -              | 3      |        |        |        |        |        |        |        |        |        |        |        |        |        |        |        |        |        |        |        |        |        |        |        |        |        |        |        |        |        |        |        |        |        |        |
| Legenda                                                                       |                   |                 |                 |                     |                     |                   |                   |                  |                  |                 |                   |                     |                     |                     |                     |                  |                   |                   |               |               |             |             |                |                |                |        |        |        |        |        |        |        |        |        |        |        |        |        |        |        |        |        |        |        |        |        |        |        |        |        |        |        |        |        |        |        |        |        |        |        |
| 1 2 3 4-10 11-30 poniżej 30 dq – dyskwalifikacja - – zawodnik nie wystartował |                   |                 |                 |                     |                     |                   |                   |                  |                  |                 |                   |                     |                     |                     |                     |                  |                   |                   |               |               |             |             |                |                |                |        |        |        |        |        |        |        |        |        |        |        |        |        |        |        |        |        |        |        |        |        |        |        |        |        |        |        |        |        |        |        |        |        |        |        |

## FIS Cup

### Miejsca w klasyfikacji generalnej
| Sezon     | Miejsce |
| --------- | ------- |
| 2019/2020 | 107.    |
| 2020/2021 | 76.     |

### Miejsca w poszczególnych konkursachFIS Cupu
| Źródło                                                                        | Źródło        | Źródło           | Źródło           | Źródło         | Źródło         | Źródło           | Źródło           | Źródło      | Źródło      | Źródło       | Źródło       | Źródło        | Źródło        | Źródło               | Źródło               | Źródło         | Źródło         | Źródło         | Źródło         | Źródło       | Źródło       | Źródło | Źródło | Źródło | Źródło | Źródło | Źródło | Źródło | Źródło | Źródło | Źródło | Źródło | Źródło | Źródło | Źródło | Źródło | Źródło | Źródło | Źródło |
| ----------------------------------------------------------------------------- | ------------- | ---------------- | ---------------- | -------------- | -------------- | ---------------- | ---------------- | ----------- | ----------- | ------------ | ------------ | ------------- | ------------- | -------------------- | -------------------- | -------------- | -------------- | -------------- | -------------- | ------------ | ------------ | ------ | ------ | ------ | ------ | ------ | ------ | ------ | ------ | ------ | ------ | ------ | ------ | ------ | ------ | ------ | ------ | ------ | ------ |
| Sezon 2019/2020                                                               |               |                  |                  |                |                |                  |                  |             |             |              |              |               |               |                      |                      |                |                |                |                |              |              |        |        |        |        |        |        |        |        |        |        |        |        |        |        |        |        |        |        |
| Szczyrk HS104                                                                 | Szczyrk HS104 | Szczuczyńsk HS99 | Szczuczyńsk HS99 | Ljubno HS94    | Ljubno HS94    | Pjongczang HS109 | Pjongczang HS109 | Râșnov HS97 | Râșnov HS97 | Villach HS98 | Villach HS98 | Notodden HS98 | Notodden HS98 | Oberwiesenthal HS105 | Oberwiesenthal HS105 | Zakopane HS140 | Zakopane HS140 | Rastbüchl HS78 | Rastbüchl HS78 | Villach HS98 | Villach HS98 | punkty |        |        |        |        |        |        |        |        |        |        |        |        |        |        |        |        |        |
| -                                                                             | -             | -                | -                | -              | -              | -                | -                | -           | -           | -            | -            | -             | -             | 23                   | 43                   | 37             | dq             | 19             | 19             | -            | -            | 32     |        |        |        |        |        |        |        |        |        |        |        |        |        |        |        |        |        |
| Sezon 2020/2021                                                               |               |                  |                  |                |                |                  |                  |             |             |              |              |               |               |                      |                      |                |                |                |                |              |              |        |        |        |        |        |        |        |        |        |        |        |        |        |        |        |        |        |        |
| Râșnov HS97                                                                   | Râșnov HS97   | Kandersteg HS106 | Kandersteg HS106 | Zakopane HS140 | Zakopane HS140 | Szczyrk HS104    | Szczyrk HS104    | Lahti HS100 | Lahti HS100 | Villach HS98 | Villach HS98 | Oberhof HS100 | Oberhof HS100 | punkty               | punkty               | punkty         | punkty         | punkty         | punkty         | punkty       | punkty       | punkty | punkty | punkty | punkty | punkty | punkty | punkty | punkty | punkty | punkty | punkty |        |        |        |        |        |        |        |
| -                                                                             | -             | -                | -                | -              | -              | -                | -                | 22          | 10          | -            | -            | -             | -             | 35                   | 35                   | 35             | 35             | 35             | 35             | 35           | 35           | 35     | 35     | 35     | 35     | 35     | 35     | 35     | 35     | 35     | 35     | 35     |        |        |        |        |        |        |        |
| Legenda                                                                       |               |                  |                  |                |                |                  |                  |             |             |              |              |               |               |                      |                      |                |                |                |                |              |              |        |        |        |        |        |        |        |        |        |        |        |        |        |        |        |        |        |        |
| 1 2 3 4-10 11-30 poniżej 30 dq – dyskwalifikacja - − zawodnik nie wystartował |               |                  |                  |                |                |                  |                  |             |             |              |              |               |               |                      |                      |                |                |                |                |              |              |        |        |        |        |        |        |        |        |        |        |        |        |        |        |        |        |        |        |